# N0tail
Йохан Суннстейн (дат. Johan Sundstein, более известный под псевдонимом N0tail; род. 8 октября 1993 года) — датский киберспортсмен по Dota 2, двукратный чемпион The International (2018 и 2019) и победитель 4 престижных «The Major» турниров. По состоянию на 23 февраля 2023 года является киберспортсменом, выигравшим наибольшее количество призовых как в Dota 2, так и в киберспорте в целом.
Внук премьер-министра Фарерских островов, политика Йегвана Суннстейна.

## Карьера

### Heroes of Newerth
Начав как обычный игрок Dota, а затем Heroes of Newerth, Йохан познакомился с Яшей «NoVa» Маркуз и с Талом «Fly» Айзик и начали играть вместе. Группа стала не спонсируемым побочным проектом менеджера Fnatic Даниэля «StreeT» Ремуса. После изменений в существующем составе Fnatic HoN и многообещающих выступлений Йохана и его друзей, группа объединилась с игроками Fnatic Хенриком «FreshPro» Хансеном и Калле «Trixi» Саариненом в новый состав Fnatic. Сразу после этого, состав начал побеждать в онлайн-турнирах, а после завоевала победу на Lan-турнире DreamHack Winter 2011. После этого команда выиграла и следующие 4 турнира серии турниров DreamHack.

### Dota 2
Из-за снижения активности соревновательного HoN, Йохан со своей командой приняли решение о смене киберспортивной дисциплины на Dota 2, при этом оставшись под флагом Fnatic. После сложного старта, Fnatic выиграли Lan-турнир Thor Open 2012, и после этого занимали лидирующие позиции в Online-турнирах. В апреле 2013 года Йохан и его команда были приглашены Valve на The International 2013 в Сиэтле. На турнире они заняли 7-8 место. Сыграв целый киберспортивный сезон, они были приглашены на The International 2014, где команда заняла 13-14 место. После этого Йохан заявил о уходе из состава Fnatic.
Вскоре N0tail и Fly объединились с бывшими игроками Natus Vincere Puppey и Kuroky, а также s4, чтобы сформировать Team Secret. В начале 2015 года Йохан покидает команду и начинает выступать в составе Cloud9, с которой он попадает на The International 2015. После турнира N0tail покидает Cloud9, и представил новую команду «(Monkey) Business» . Позже команда превратилась в собственную организацию OG.
Новая команда быстро заработала славу, выиграв Frankfurt Major и Manila Major, получив прямое приглашение на The International 2016. Заняв неудовлетворительное 9-12 место, команду Йохана покинуло трое товарищей. Вместе с Fly набрал новый состав игроков из разных регионов. Новая команда заняла 1-е место на Boston Major и Kiev Major. На The International 2017 занял 7-8 место.
В конце сезона, из-за изменения состава, OG потеряли возможность получить прямое приглашение в закрытые квалификации The International 2018. Несмотря на это, команда, пройдя через открытые и закрытые квалификации, попали на турнир, и, вскоре, заняли 1-е место. После турнира состав команды менялся, но к The International 2019 вернул чемпионский состав, который и выиграл турнир, став при этом первой командой выигравшей турниры The International 2 раза.
Продолжал играть со своей командой Online-турниры (в связи с эпидемической обстановкой). Безуспешно команда пыталась отобраться на DPC-турниры (на которых занимание высоких мест гарантировало бы участие на The International 10). Это не помешало OG отобраться на турнир через квалификации. Там их выбили из турнира в 3 раунде нижней сетки чемпионы Team Spirit. Команда Йохана заняла 7-8 место. Через месяц после турнира, N0tail взял перерыв от соревновательной сцены как минимум на год, при этом он остаётся в организации (но не составе команды).

## Достижения
| Место | Турнир                 | Дата         |
| ----- | ---------------------- | ------------ |
| 7-8   | The International 2013 | Август 2013  |
| 13-14 | The International 2014 | Июль 2014    |
| 9-12  | The International 2015 | Август 2015  |
| 1     | Frankfurt Major        | Декабрь 2015 |
| 7     | Shanghai Major         | Март 2016    |
| 1     | Manila Major           | Июнь 2016    |
| 1     | ESL One Frankfurt 2016 | Июнь 2016    |
| 9-12  | The International 2016 | Август 2016  |
| 1     | Boston Major           | Декабрь 2016 |
| 1     | Kiev Major             | Апрель 2017  |
| 7-8   | The International 2017 | Август 2017  |
| 1     | Mars Dota League Macau | Декабрь 2017 |
| 1     | The International 2018 | Август 2018  |
| 1     | The International 2019 | Август 2019  |
| 2     | Los Angeles Major      | Апрель 2020  |
| 7-8   | The International 2021 | Октябрь 2021 |